# Ermida de Nossa Senhora da Cabeça (Évora)
A Ermida de Nossa Senhora da Cabeça é um templo católico localizada na Rua Mendo Estevães, freguesia da Sé e São Pedro em Évora, Portugal.

## História e características
Não se sabe a data de inicio de construção desta ermida provavelmente da responsabilidade do Padre João Vardom, mas a sagração do templo foi em 1681. A fachada é antecedida por um alpendre em granito, rasgado por cinco arcos. Apresenta frontão decorado com um painel de azulejos, representando a Santíssima Trindade, ladeado por quatro coruchéus de barro, um sol, uma lua e outras esculturas em metal, e é encimado por uma cruz.
O interior tem o tecto em abóbada de berço, decorada totalmente a fresco, e as paredes revestidas totalmente a azulejos azuis e brancos de Policarpo de Oliveira. A capela-mor é de forma quadrangular, coberta por cúpula, igualmente decorada a frescos. O retábulo-mor é de talha dourada, centrado por uma imagem da Senhora da Cabeça. Actualmente serve de capela mortuária.